# شيم زنغ
شيم زنغ (بالتركية: Cem Zeng)‏ هو لاعب تنس الطاولة تركي، ولد في 21 أكتوبر 1985.

## وصلات خارجية
- شيم زنغ على موقع أوليمبيديا (الإنجليزية)